# Der müde Tod
Der müde Tod (La mort cansada) és una pel·lícula muda expressionista alemanya de 1921 dirigida per Fritz Lang.

## Trama
"En algun moment i en algun lloc", una parella d'enamorats està en una posada on coincideixen amb un desconegut misteriós (Bernhard Goetzke), qui resulta ser la mort. El nuvi (Walter Janssen) desapareix i la núvia (Lil Dagover) el busca, fins que s'adona que se'l va emportar la mort. Aquesta li mostra tres veles (vides) a punt d'extingir-se i li explica que només podrà recuperar al seu estimat si aconsegueix salvar alguna d'elles. Aquestes tres històries, interpretades pels mateixos actors, tindran lloc a "La ciutat dels fidels" durant el Ramadà, al carnaval de Venècia i a l'antiga Xina imperial.

## Influències
La Segona Història que transcorre en el Carnestoltes de Venècia està retitulada com Madonna Fiammetta en clara al·lusió a l'obra Elegia di Madonna Fiammetta, de Bocaccio
Als Estats Units, la pel·lícula es va estrenar amb gairebé tres anys de retard el 6 de juliol de 1924. Douglas Fairbanks havia comprat els drets, però no per a la distribució. Va copiar alguns trucs per a la seva pel·lícula El lladre de Bagdad.
En una entrevista concedida en 1970, declarava l'autor::
| « | «Douglas Fairbanks, el vell, la va comprar [Les tres llums] per 8.000 dòlars i va copiar tot —però naturalment cinquanta mil vegades millor— a El lladre de Bagdad. Tenien departaments de trucatges. Tenien diners. Nosaltres havíem de fer tots els nostres trucs per nosaltres mateixos —a la càmera, al plató—, res al laboratori». | » |

Aquesta pel·lícula va influir en la trajectòria artística de Luis Buñuel, qui va dir que la pel·lícula "va obrir els meus ulls a la poètica expressivitat del cinema. En una entrevista amb François Truffaut, Alfred Hitchcock va esmentar que la pel·lícula li havia impressionat.
Segons Robert Cashill de Cineaste, la interpretació de Bernhard Goetzke com la mort va tenir una influència en El setè segell d'Ingmar Bergman.